# Грб Јамајке
Грб Јамајке је званични хералдички симбол карипске државе Јамајка. Грб у данашњем облику усвојен је 1962. године, након проглашења независности државе. Грб се заснива на старом колонијалном грбу Јамајке, који потиче из 1661. године.

## Опис грба
На врху је крокодил као симбол Јамајке, а под њим је штит с крстом Светог Георгија, који представља Енглеску и у којем се налази пет ананаса. С леве и с десне стране штита су жена и мушкарац из индијанског племена Аравак, староседелаца острва.
Под штитом је гесло Јамајке, „Out of Many, One People“ (Од мноштва, један народ).

## Историјски грбови
- 1875 - 1906.
- 1906 - 1957.
- 1957 - 1962.
- 1962.